# Lara (Bundesstaat)
Lara ist ein Bundesstaat von Venezuela mit der Hauptstadt Barquisimeto. Er hat eine Größe von 19.800 km² und knapp 2 Millionen Einwohner.
Der Süden des Staats ist gebirgig (Paramo de Cavimbu, 2200 m), der Norden und Westen meist eben. Von den Flüssen münden der Río Tocuyo und der Río Yaracuy (beide schiffbar) ins Karibische Meer, während mehrere kleinere Gewässer dem Meerbusen von Maracaibo und dem Orinoko tributär sind. Landbau und die Zucht von Rindern und Ziegen bilden die Haupterwerbszweige.

## Geographie

### Gewässer
Die Flüsse Laras strömen in die Karibik, zum Orinoco und zum Maracaibo-See.

#### Wichtigste Flüsse
- Río Amarillo
- Río Auro
- Río Aragua
- Río Curarigua
- Río Morere
- Río Tocuyo
- Río Turbio
- Río Urama
- Río Yacambú

#### Seen
- Laguna Amarilla
- Laguna Cocoy

## Geschichte

### Präkolumbianische Zeit

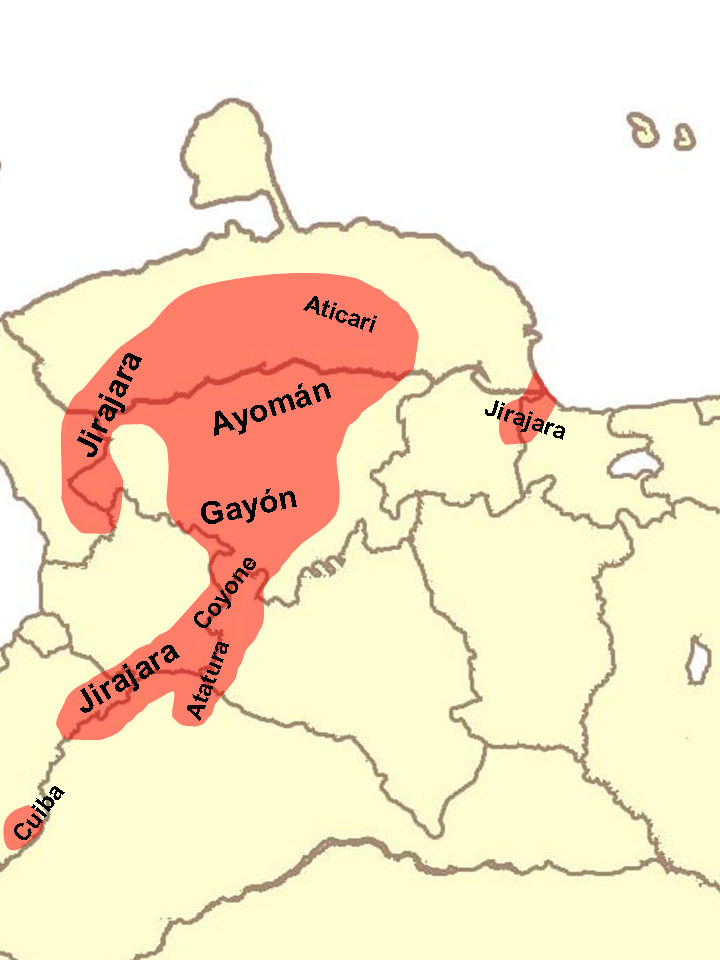
Die ausgestorbene Sprachfamilie Jirajara scheint keine Beziehung mit Arawak- oder Karibsprachen

Die Region wurde vor Ankunft der Spanier von verschiedenen Ethnien bewohnt: Gayones, Ayomanes, Coyones und andere. Diese Völker benutzen vorwiegend Sprachen der Jirajara-Sprachfamilie. Die Täler von Quíbor, Barquisimeto und El Tocuyo waren dicht besiedelt und die Landwirtschaft gut entwickelt.

### Kolonialzeit
Während der Kolonialzeit war das Gebiet von Lara ein Teil der Provinz von Caracas. Die Region von El Tocuyo verfügte über eine relativ große Anzahl von Klostern, die Schulen errichteten und so eine bessere Bildung für die Bevölkerung lieferten als anderswo in der Capitanía General de Venezuela. El Tocuyo war ein wichtiger Ort für die Wirtschaft Venezuelas. Im 17. Jahrhundert hatte El Tocuyo eine Malereischule, die viel mit der Kunstschule von Quito verkehrte. Am Anfang des 18. Jahrhunderts wurde Weizen in Quíbor-Tocuyo angebaut und bis nach Mexiko exportiert.

### Unabhängigkeit bis Ende des 19. Jahrhunderts
Der erste Vorläufer des Staates, die Provinz Barquisimeto wurde 1832 nach dem Zerfall von Großkolumbien aus dem Territorium von Carabobo geschaffen.

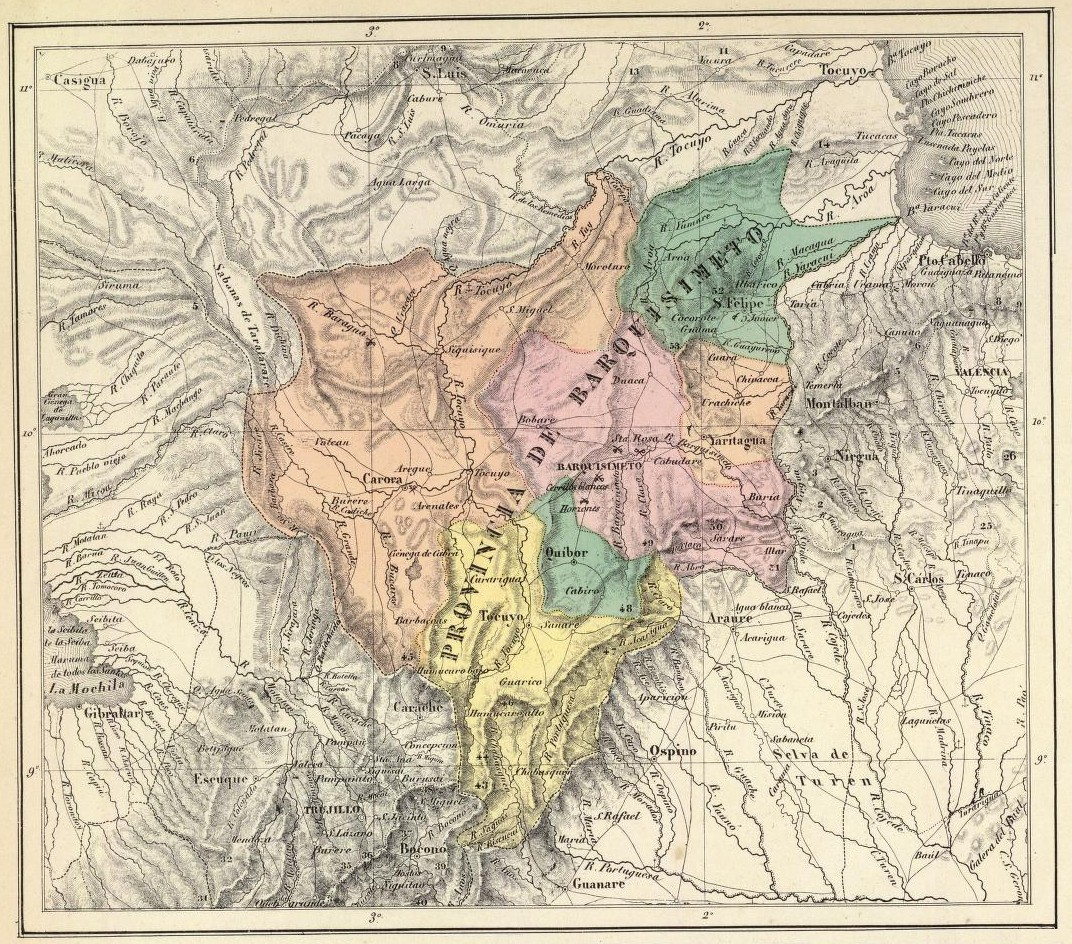
Provinz von Barquisimeto gegen 1840

1856 wurde Yaracuy abgespalten. Diese zwei Provinzen bildeten (zeitweilig zusammen mit Falcón) die Sektionen des 1881 neu geschaffenen Nordost-Staates, der den Namen des Generals Jacinto Lara erhielt. Als 1899 die Provinzen größere Autonomie erhielten und zu Bundesstaaten wurden, trennte man auch den Staat Yaracuy endgültig ab.

## Verwaltungsgliederung

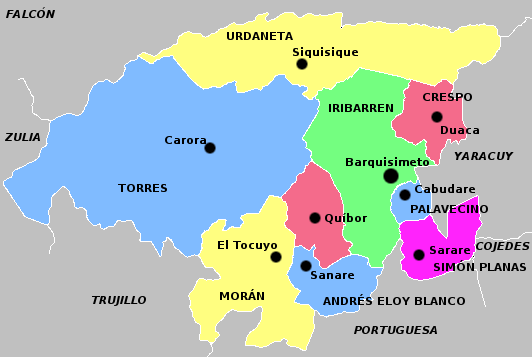
Bundesstaat Lara und seine Municipios

Lara ist in 9 Bezirke (Municipios) eingeteilt:
| Municipio          | Verwaltungssitz | Bevölkerung (2011) | Fläche (km²) |
| ------------------ | --------------- | ------------------ | ------------ |
| Andrés Eloy Blanco | Sanare          | 47.245             | 872          |
| Crespo             | Duaca           | 49.958             | 875          |
| Iribarren          | Barquisimeto    | 996.230            | 2760         |
| Jiménez            | Quíbor          | 100.997            | 768          |
| Morán              | El Tocuyo       | 123.880            | 2231         |
| Palavecino         | Cabudare        | 174.099            | 440          |
| Simón Planas       | Sarare          | 35.802             | 808          |
| Torres             | Carora          | 185.275            | 7437         |
| Urdaneta           | Siquisique      | 61.381             | 4256         |

## Politik
Der jetzige Gouverneur ist Henri Falcón, von der Partei Patria Para Todos. Er war früher ein Mitglied der Chávez-Regierung. Er gehört aber seit einiger Zeit zur Opposition.

### Lara in der Nationalversammlung
Lara hat 9 der 165 Abgeordneten der Nationalversammlung. Zurzeit sind 6 Abgeordneten Mitglieder der PSUV, einer gehört Acción Democrática, einer ist ein Unabhängiger und einer ist ein Mitglied von Causa Radical.

## Wirtschaft
Die Region war immer eins der wichtigsten Landwirtschaftszentren Venezuelas. Zuckerrohr, Kaffee, Kartoffeln, Tomaten, Bohnen, Mais, Bananen und Trauben werden hier angebaut. Viehzucht spielt auch eine große Rolle, so wie die Käse- und Milchindustrie.
Auf der Grenze nach Portuguesa, mehrheitlich im Munizip Simón Planas gelegen, befindet sich seit 2009 die Comuna El Maizal, eine aus Enteignung von Großgrundbesitzern und Wiederinstandsetzung staatlicher Brachflächen entstandene Agrargenossenschaft der Kleinbauernbewegung, die sich aus mehreren kommunalen und basisdemokratischen Räten zusammensetzt. Die Comuna umfasst mehr als 2500 Hektar und versteht sich mehrheitlich als ‚dritter Weg‘ zwischen Marktbefürwortern und Staatssozialismus.

## Anstalten
Das Gefängnis Uribana befindet sich hier.